# Aggborough
Aggborough is een voetbalstadion in de Engelse stad Kidderminster. Het stadion vormt reeds sinds 1890 de thuisbasis van Kidderminster Harriers. Het stadion heeft een totale capaciteit van 6.444, waarvan 3.140 zitplaatsen. Sinds 2013 werkt ook Worcester City haar thuiswedstrijden af op Aggborough.